# 佐川龍馬神社
佐川龍馬神社（さがわりょうまじんじゃ）は、高知県高岡郡佐川町にある、坂本龍馬を祀る神社である。単に龍馬神社ともいう。

## 沿革
文久2年（1861年）3月24日、すでに脱藩の覚悟をきめた土佐藩の坂本龍馬と、案内役の沢村惣之丞の二人は高知城下を離れ、「国抜け」のため四国の山奥を超え、現在の愛媛県の長浜町までを歩いたと言われた。ちょうど「国抜け」途中であった土佐国佐川郡の山中にある。
平成9年（1997年）に地元の有志らによって結成された「佐川龍馬海援隊」が、佐川にも龍馬を記念する名所を作ろうと平成10年（1998年）11月に創建したのが佐川龍馬神社である。
「神社」という名称であるが、芝生が敷き詰められた広さ約1000・の龍馬公園のなかにある小さな祠である。龍馬が脱藩する際に通った道筋跡のそばに建っている。龍馬ゆかりのご神体が祀られている。宗教法人ではなく、例祭は地元の神社より神職を招いて実施している。

## 交通アクセス
- JR 斗賀野駅より徒歩60分、車では15分。